# ایش (راینلاند-فالتس)
ایش (به آلمانی: Eich) یک شهر در آلمان است که در آلزی-ورمز واقع شده‌است. ایش ۳٬۲۶۱ نفر جمعیت دارد.